# NGC 2115
NGC 2115 (другие обозначения — ESO 205-6, AM 0550-503, IRAS05501-5036, PGC 18001) — линзовидная галактика в созвездии Живописца. Открыта Джоном Гершелем в 1837 году. Галактика имеет более тусклого компаньона NGC 2115A, в котором в 2015 году наблюдался объект, скорее всего, являющийся сверхновой.
10 февраля 2021 года в галактике была открыта сверхновая типа Ia, получившая обозначение SN 2021clw.
Галактика была описана в оригинальной редакции «Нового общего каталога».